# میشلین کلمی-ری
میشلین کلمی-ری (فرانسوی: Micheline Calmy-Rey‎؛ زادهٔ ۸ ژوئیهٔ ۱۹۴۵) سیاست‌مدار اهل سوئیس که در سال ۲۰۰۷ و ۲۰۱۱ رئیس‌جمهور و از سال ۲۰۰۳ تا ۲۰۱۱ وزیر امورخارجه سوئیس بوده‌است.

## جوایز
وی همچنین برندهٔ جوایزی همچون نشان دوستی و نشان افتخار جمهوری ارمنستان (۲۰۱۲) شده‌است.